# تاکویا هارا
تاکویا هارا (ژاپنی: 原 拓也؛ زادهٔ ۴ ژوئن ۱۹۸۳) یک بازیکن فوتبال اهل ژاپن است.
از باشگاه‌هایی که در آن بازی کرده‌است می‌توان به باشگاه فوتبال جوبیلو ایواتا و باشگاه فوتبال شونان بلمار اشاره کرد.